# ایلیا فروسیو

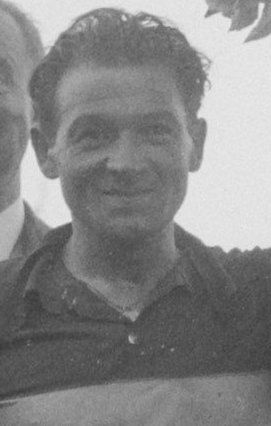
ایلیا فروسیو در سال ۱۹۴۸

ایلیا فروسیو (ایتالیایی: Elia Frosio؛ ۲۲ ژانویه ۱۹۱۳ – ۴ فوریه ۲۰۰۵) دوچرخه‌سوار اهل ایتالیا بود.
وی در مسابقات کشوری و بین‌المللی در مجموع برندهٔ ۲ مدال طلا، ۱ مدال نقره شده‌است.